# Extraordinary Merry Christmas
«Extraordinary Merry Christmas» (рус. Невероятно счастливое Рождество) — девятый и рождественский эпизод третьего сезона американского музыкального телесериала «Хор», показанный телеканалом Fox 13 декабря 2011 года. Эпизод стал режиссёрским дебютом актёра Мэтью Моррисона, который исполняет в сериале роль Уилла Шустера.

## Сюжет
Хор празднует Рождество и сталкивается с дилеммой, когда представляется возможность выступить на двух мероприятиях в один день. Ирландский студент Рори Фланаган (Дамиан Макгинти) скучает по дому и находит себе друга в лице Сэма Эванса (Корд Оверстрит), который также вдали от своей семьи.

## Создание
Серия стала режиссёрским дебютом актёра Мэтью Моррисона, который исполняет в сериале роль Уилла Шустера. О том, что он срежиссирует рождественскую серию, Моррисон объявил на акустическом вечере в музее Грэмми в Лос-Анджелесе в конце сентября 2011 года. Эпизод оказался не восьмым по счёту в сезоне, как предполагалось ранее, а девятым.
В эпизоде были исполнены композиции, вошедшие в рождественский альбом Glee: The Music, The Christmas Album Volume 2. Одноимённую с эпизодом песню, «Extraordinary Merry Christmas», написанную специально для сериала, исполнят Даррен Крисс и Лиа Мишель, которые играют роли Блейна и Рейчел соответственно. Ещё одна оригинальная песня, «Christmas Eve With You», а также кавер-версия «All I Want for Christmas Is You», будет исполнена персонажем Мерседес Джонс, которую играет Эмбер Райли. Песню «Little Drummer Boy» исполнит Кевин Макхейл, а «Let It Snow» — Даррен Крисс и Крис Колфер. Также для эпизода была подготовлена песня Дамиана Макгинти, который играет Рори Фланагана, и песня, которая была отснята в День благодарения с участием «большого количества детей», аналогично тому, как в рождественском эпизоде прошлого года Сью Сильвестр (Джейн Линч) спела песню с пациентами детской больницы. Всего в эпизоде появится шесть праздничных композиций.
В интервью Джимми Кимелу Мэтью Моррисон рассказал, что в серии будет упоминание франшизы «Звёздные войны» и актрисы Джуди Гарленд. Компания Lucasfilm дала сериалу право на использование их персонажа, Чубакки, и актёр, сыгравший его, принял участие в одном дне съёмок, однако не исполнил музыкальных номеров. В итоге, сцена не вошла в показанную версию эпизода.
Эпизод является серединой третьего сезона. До начала третьего сезона создатель сериала Брэд Фэлчак рассказал, что новый сезон будет поделён на два мини-сезона, которые имитируют школьные семестры, и рождественский эпизод завершит осеннее полугодие. Съёмки серии начали 10 ноября 2011 года, одновременно с восьмой, который закончили снимать 21 ноября, а съёмки девятого завершились 29 ноября.